# Solen (entreprise)
Pour les articles homonymes, voir Solen (homonymie).
Solen est une entreprise française spécialisée dans le calcul de la luminosité et de l'ensoleillement créée en 2016.

## Histoire
L’idée voit le jour en 2015 lorsque les trois fondateurs, ingénieurs de formation, se rencontrent à HEC Paris et l'ISAE-SUPAERO[source insuffisante], où ils suivent un double diplôme en Management. Ils créent une application permettant de calculer l’ensoleillement des terrasses de cafés. L’entreprise est créée en 2016.
Solen est accompagnée par le Village by CA à Paris, ainsi qu’à la Station F et est accélérée par Immowell-Lab, Incubateur HEC, Paris & Co, BPI France ainsi que le Réseau Entreprendre.[réf. nécessaire] En avril 2018, Solen a rejoint le programme d’accélération Leboncoin[réf. souhaitée].
La société réalise sa première levée de fonds début 2018 pour un montant de 600 000 euros auprès de Bpifrance et de Business Angels afin de financer son développement en France et en Europe. 

## Activité
Solen a pour but de calculer le potentiel de luminosité et d’ensoleillement d’un bien immobilier neuf ou existant. Elle propose une application mobile permettant la création d’un certificat valorisant la luminosité et l’ensoleillement des biens immobiliers. L’application propose également de visualiser en temps réel la trajectoire du soleil,, ou d'un autre jour de l'année. Solen s’adresse aux agents et promoteurs immobiliers qui souhaitent quantifier la luminosité et l’ensoleillement d’un bien immobilier. L'entreprise a un partenariat avec Foncia.

## Récompenses
- 2016 : lauréate du Trophée de l'Innovation FF2i-RENT 2016[réf. nécessaire].
- 2017 : lauréate du Webtoday, du prix Jules Verne Medef 44, le Best Pitch Energy Revolution Lab au Viva Technology et du prix Pépite[9].
- 2018 : deuxième prix dans la catégorie Bâtisseurs de demain du concours Petit Poucet[réf. nécessaire].